# Distrito de Unstrut-Hainich
El Distrito de Unstrut-Hainich (en alemán: Unstrut-Hainich-Kreis) es un distrito rural (Landkreis) ubicado al noroeste de Turingia (Alemania). 

## Composición del distrito
(Habitantes a 30 de junio de 2006)
| ¹ Miembros de las agrupaciones adminstrativas 1. Bad Langensalza (18.659) 2. Bad Tennstedt ¹ (2.634) 3. Mühlhausen (37.098) 4. Schlotheim ¹ (4.117) | 1. Anrode (3.513) 2. Dünwald (2.469) 3. Herbsleben, (3.140), erfüllende Gemeinde auch für 1. Großvargula (776) 4. Heyerode (2.427) 5. Katharinenberg (3.077) 6. Menteroda (2.399) 7. Unstruttal (3.513) 8. Weinbergen (3300) |

| 1. Verwaltungsgemeinschaft Bad Tennstedt 1. Bad Tennstedt, Stadt (2.634) 2. Ballhausen (957) 3. Blankenburg (162) 4. Bruchstedt (281) 5. Haussömmern (239) 6. Hornsömmern (158) 7. Kirchheilingen (861) 8. Klettstedt (241) 9. Kutzleben (699) 10. Mittelsömmern (247) 11. Sundhausen (386) 12. Tottleben (164) 13. Urleben (458) 2. Verwaltungsgemeinschaft Hildebrandshausen/Lengenfeld unterm Stein 1. Hildebrandshausen (423) 2. Lengenfeld unterm Stein (1.290) 3. Rodeberg (2.219) | 3. Verwaltungsgemeinschaft Unstrut-Hainich 1. Altengottern (1.116) 2. Flarchheim (482) 3. Großengottern (2.333) 4. Heroldishausen (210) 5. Mülverstedt (718) 6. Schönstedt (1.452) 7. Weberstedt (599) 4. Verwaltungsgemeinschaft Vogtei 1. Kammerforst (890) 2. Langula (1.105) 3. Niederdorla (1.428) 4. Oberdorla (2.270) 5. Oppershausen (357) 5. Verwaltungsgemeinschaft Schlotheim 1. Bothenheilingen (500) 2. Issersheilingen (138) 3. Kleinwelsbach (139) 4. Körner (1.863) 5. Marolterode (354) 6. Neunheilingen (526) 7. Obermehler (1.026) 8. Schlotheim, Stadt (4.117) |